# گواندهاوس

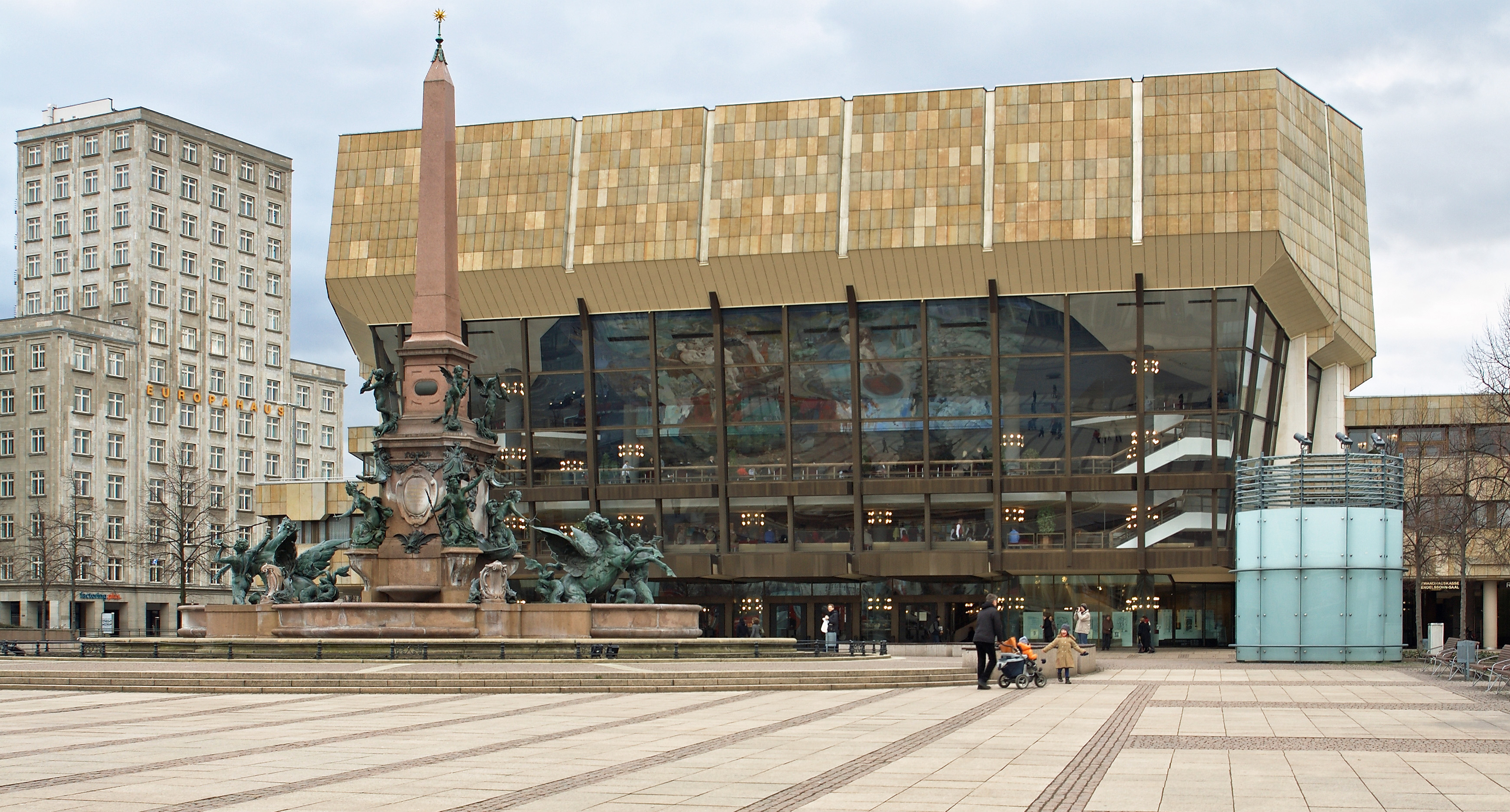
سالن گواندهاوس

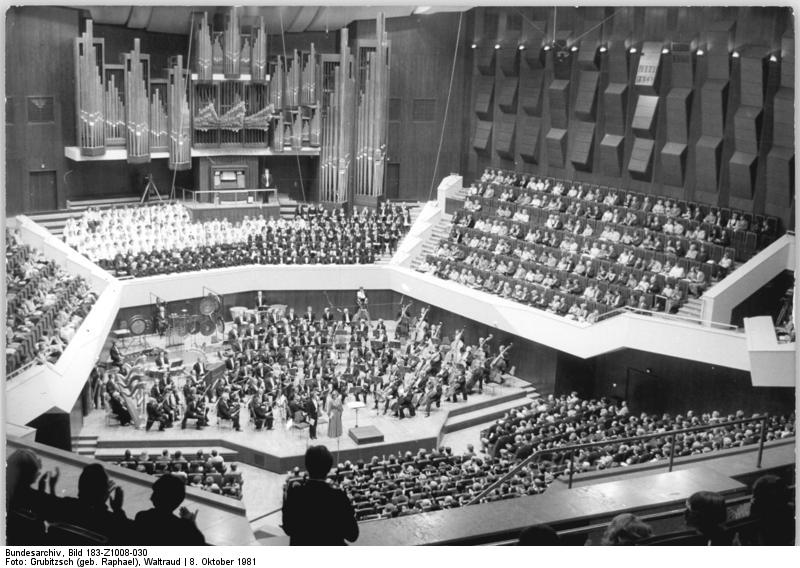
نگاره‌ای از درون گواندهاوس

گِواندهاوس (به آلمانی: Gewandhaus) سالن کنسرتی در شهر لایپزیگ آلمان و خانهٔ ارکستر گواندهاوس لایپزیگ است.
گواندهاوس در سال ۱۷۸۱ میلادی ساخته شد. بعدها سالنی جدید در ۱۱ دسامبر ۱۸۸۴ گشایش یافت. وانگهی این سالن در بمباران‌های میان ۱۹۴۳ و ۱۹۴۴ جنگ جهانی دوم ویران شد. سالن جدید گواندهاوس در اکتبر ۱۹۸۱ بازگشایی شد.

## تاریخچه

### اولینگِواندهاوس(گِواندهاوسقدیمی)
اولین سالن کنسرت در سال ۱۷۸۱ توسط معمار یوهان کارل فردریش داوته در داخل گِواندهاوس ساخته شد، ساختمانی که توسط بازرگانان پارچه (پوشاک) استفاده می شد. کنسرتو شماره ۵ پیانو بتهوون (کنسرتو امپراطور) در اینجا در سال ۱۸۱۱ به نمایش درآمد. فلیکس مندلسون به ویژه با اولین گواندهاوس مرتبط است که او از سال ۱۸۳۵ کارگردان آن بود.
دیگر آثار معروفی که در گِواندهاوس قدیمی به نمایش درآمدند عبارتند از:
سمفونی بزرگ شوبرت (۲۱ مارس ۱۸۳۹، پس از مرگش)
سمفونی بهار شومان (۳۱ مارس ۱۸۴۱)
سمفونی اسکاتلندی مندلسون (۳ مارس ۱۸۴۲)
کنسرتو ویولن مندلسون (۱۳ مارس ۱۸۴۵)
اورتور واگنر برای استادان نورنبرگ (۲ ژوئن ۱۸۶۲؛ اپرای کامل تا سال ۱۸۶۸اجرا نشد)
مرثیه آلمانی برامز (اولین اجرای کامل، ۱۸ فوریه ۱۸۶۹)
کنسرتو ویولن براز (۱ ژانویه ۱۸۷۹)
گِواندهاوس قدیمی تا سال ۱۸۸۴ برای کنسرت‌ها استفاده می‌شد. از آن زمان تا سال ۱۸۸۶ به‌طور پراکنده استفاده می‌شد. بنابراین بین سال‌های ۱۸۹۳و ۱۸۹۶ تغییر کاربری داده شد، تا حدی تخریب شد و برای تشکیل ضمیمه ای از فروشگاه بزرگ شهر بازسازی شد.